# Maury Sterling
Pour les articles homonymes, voir Sterling.
Charles Maury Wallace Sterling, surnommé Maury Sterling, est un acteur américain, né le 1er septembre 1971 à Mill Valley (Californie).
Il est principalement connu pour son rôle de Max Pietrovski dans la série télévisée Homeland, diffusée de 2011 à 2020 sur Showtime.

## Filmographie

### Cinéma
- 1995 : Alerte ! de Wolfgang Petersen : Sandman
- 1996 : À l'épreuve des balles d'Ernest R. Dickerson : l'homme maigre
- 1996 : Somebody Is Waiting de Martin Donovan : l'homme au téléphone
- 1996 : Full Moon Rising de John Erick Dowdle : Van Jaspers
- 1997 : Behind Enemy Lines de Mark Griffiths (en) : Donny
- 2001 : Impostor de Gary Fleder : le technicien en communication
- 2002 : Mission Évasion de Gregory Hoblit : Dennis A. Gerber
- 2002 : March 1st d'Eric Devlin Taylor (court-métrage) : Maury
- 2003 : Frankie and Johnny Are Married (en) de Michael Pressman : Roger
- 2004 : The Old Man and the Studio d'Eric Champnella (court-métrage) : Paul
- 2004 : Illusion de Michael A. Goorjian : Grant
- 2005 : Dead Meat de Philip Cruz : Hoss
- 2005 : Come as You Are de Chuck Rose : Craig
- 2005 : Fractalus de James Ward Byrkit (en) : Corey
- 2005 : Short Fuse : Sam
- 2006 : Mise à prix : Lester Tremor
- 2007 : The Frolic : John Doe
- 2007 : Stars : Moe
- 2007 : Leo : Agent
- 2008 : Le Chihuahua de Beverly Hills : Rafferty
- 2009 : Ambition to Meaning: Finding Your Life's Purpose : Jason Harper
- 2010 : Mise à prix 2 : Lester Tremor
- 2010 : L'Agence tous risques : Gammons
- 2011 : God Rewards the Fearless : J.T. McLaughlin
- 2011 : Kung Fu Panda 2 : le deuxième soldat loup
- 2011 : Live with It, court métrage de Joey Harris
- 2011 : Felix the Painter : l'artiste odieux
- 2013 : The Dark Knight Legacy : Red Hood
- 2013 : Coherence : Kevin
- 2014 : Veronica Mars : Député Lyles

### Télévision
- 1995 : Un drôle de shérif (1 épisode)
- 1996 : Townies : Doug (1 épisode)
- 1996 : Incorrigible Cory : Eddie Hunter (1 épisode)
- 1996 : Boston Common : Morgan (1 épisode)
- 1996 : Dark Skies : L'Impossible Vérité : Mark Waring (1 épisode)
- 1997 : Diagnostic : Meurtre : Martin Donner Kingston (1 épisode)
- 1997 : Le Caméléon : Donny Beaulieu (1 épisode)
- 1997 : Columbo : Store Clerk (1 épisode)
- 1997-1998 : Carol : Vaughn Lerner (21 épisodes)
- 1998 : Les jumelles s'en mêlent : un policier (1 épisode)
- 1998 : Les Anges du bonheur : Edward Williams (1 épisode)
- 1999 : JAG : Officier Simpkins (1 épisode)
- 1999 : Good Versus Evil : Harlowe (1 épisode)
- 1999 : Angel : Barney (1 épisode)
- 2000 : V.I.P. : Andy Eagle (1 épisode)
- 2002 : Do Over : M. Adams (1 épisode)
- 2002-2003 : Amy : Spencer Carls et Paul Zimberg (2 épisodes)
- 2003 : Preuve à l'appui : Scott Marshall (1 épisode)
- 2003 : Star Trek: Enterprise : Tarquin (1 épisode)
- 2003-2008 : Les Experts : Ken Martz et Anders Molyneaux (2 épisodes)
- 2004 : FBI : Portés disparus : Glenn Remick (1 épisode)
- 2004 : Six pieds sous terre : le dealer (1 épisode)
- 2004 : Nip/Tuck : Ron (1 épisode)
- 2004 : Charmed : Lord Dyson (1 épisode)
- 2004-2006 : Urgences : Dr Nelson (5 épisodes), le psychiatre
- 2005 : Monk : Lewis (1 épisode)
- 2005 : Deadwood : Elmer (2 épisodes)
- 2006 : Esprits criminels : Jim Meyers (1 épisode)
- 2007 : Les Experts : Miami : Barry Ellis (1 épisode)
- 2007 : 24 heures chrono : Kozelek Hacker (2 épisodes)
- 2007 : Close to Home : Juste Cause : Brian Flynn (2 épisodes)
- 2008 : Cold Case : Affaires classées : Tommy Connell (1 épisode)
- 2009 : Les Experts : Manhattan : Neal Weston (1 épisode)
- 2009 : Dollhouse : Eddy (1 épisode)
- 2010 : Lie to Me : Sully (1 épisode)
- 2011 : Philadelphia : un homme (1 épisode)
- 2011-2012 : US Marshals : Protection de témoins : Ronnie Dalembert et Ronnie McIntire (3 épisodes)
- 2011-2020 : Homeland : Max (saisons 1 à 8)
- 2012 : Private Practice : Kurt Wilson (1 épisode)
- 2012 : Longmire : Cyrus Brooks (1 épisode)
- 2012 : Wes et Travis : Jim Hawkes (1 épisode)
- 2013 : Ironside : Emerson (1 épisode)
- 2014 : Extant : Gordon Kern (11 épisodes)

### Jeu vidéo
- 2009 : Prototype
- 2009 : The Chronicles of Riddick: Assault on Dark Athena : un garde
- 2011 : Star Wars: The Old Republic : le lutteur et autres voix additionnelles
- 2013 : Star Wars: The Old Republic - Rise of the Hutt Cartel : le lutteur

## Voix françaises
- Éric Missoffe[1]  dans : 
  - Charmed
  - US Marshals : Protection de témoins
- Bertrand Liebert[1] dans : 
  - Angel
  - Esprits criminels
- Stéphane Pouplard[1] dans : 
  - NCIS : Nouvelle-Orléans
  - Extant
- Daniel Lafourcade[1] dans Alerte !
- Arnaud Arbessier[1] dans Les Experts
- Constantin Pappas[1] dans Menace sur Washington
- Jean-Alain Velardo[1] dans Le Chihuahua de Beverly Hills
- Jean-Christophe Clément[1] dans Homeland
- Patrick Laplace dans Mise à prix 2